# Abd-Al·lah ibn Àmir
Abu-Abd-ar-Rahman Abd-Al·lah ibn Àmir ibn Qurayx, més conegut simplement com a Abd-Al·lah ibn Àmir (àrab: عبد الله بن عامر, ʿAbd Allāh b. ʿĀmir) (la Meca, 626-680) fou un general àrab del clan dels Abd-Xams, parent del califa Uthman ibn Affan.
Aquest darrer al pujar al califat va trobar suport en els clans familiars propers i Abd-Al·lah ibn Àmir fou nomenat governador de Bàssora el 649/650 en lloc d'Abu-Mussa al-Aixarí. D'aquest govern depenien les regions a l'est del Tigris encara per conquerir.
Va iniciar campanyes a l'est i després d'uns triomfs a Fars (650), on foren conquerides Eshtakhr, Dārābīerd, i Gōr (Firuzabad), i va seguir al Khurasan però es va aturar a Tabasayn. En la següent campanya es va dirigir a Nixapur on va trobar una mica de resistència però la ciutat fou conquerida després d'uns mesos de setge i va pagar un fort tribut; altres ciutats de la regió van també capitular i van pagar contribucions (651). La darrera fortalesa que resistia, Marv al-Rud, va capitular el 652; els musulmans sembla que es van aturar al Oxus i probablement es va negociar amb els principats heftalites de la regió per prevenir qualsevol amenaça immediata.
Va retornar a Bàssora deixant a Khurasan una petita força, que aviat fou atacada i Ibn Amar va haver de retornar (653) però la situació no va quedar arranjada (653-656). Mentre el seu delegat Abd-ar-Rahman ibn Samura estava conquerint el Sistan.
Després de l'assassinat d'Uthman (656) va donar suport a Àïxa bint Abi Bakr, Talha ibn Ubayd-Al·lah i Az-Zubayr ibn al-Awwam, però després de la victòria del nou califa Alí ibn Abi Tàlib en la batalla del Camell (656) va haver d'abandonar Bàssora i fugir a Damasc, on es va unir al governador de Síria Muàwiya ibn Abi-Sufyan (el futur Muàwiya I) que era parent seu.
Va seguir la guerra civil i el 661 en ser designat califa Muàwiya I, i llavors fou nomenat per segona vegada governador de Bàssora.
Entre el 662 i el 664 els seus generals van reconquerir Sistan i Khurasan que s'havien perdut als darrers anys. En canvi a Bàssora els disturbis causats per les lluites tribals foren freqüents i Ibn Amir va dubtar d'actuar amb contundència per tal de no agreujar la situació i Muàwiya el va acabar destituint en favor de Ziyad ibn Abihi, considerat un governador més enèrgic. Ibn Amer a més de parent de Muàwiya era sogre del seu fill Yazid (futur Yazid I); el califa el va voler compensar i li va oferir la mà de la seva pròpia filla i molts diners.
Es va retirar llavors a la Meca on va morir a l'entorn del 680.